# Evangelische Volkspartij

Logo der EVP

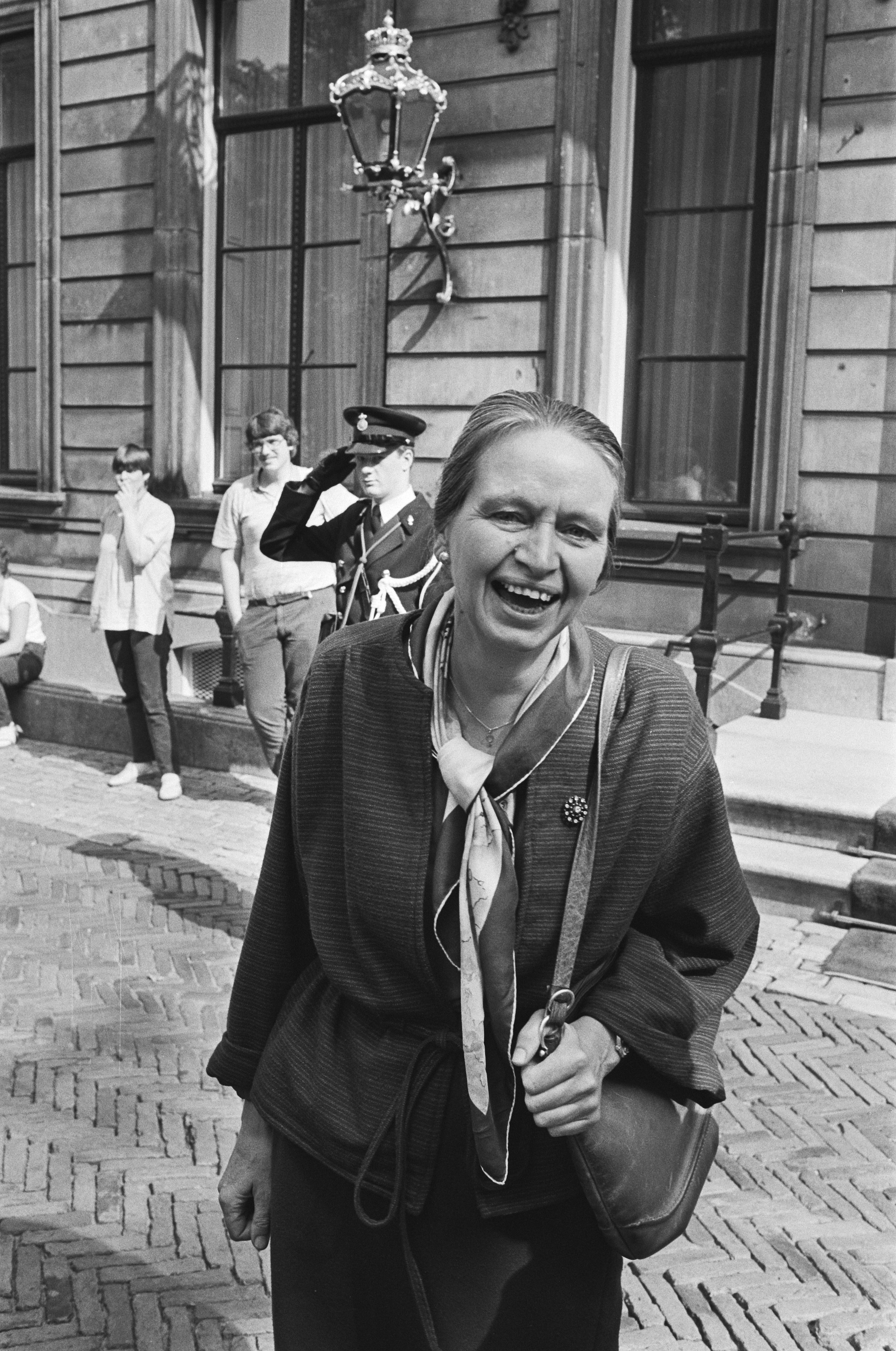
Cathy Ubels-Veen 1982, die Fraktionsvorsitzende auf dem Weg zur Königin

Die Evangelische Volkspartij (EVP) war eine niederländische Partei, die von 1981 bis 1991 bestand. Die linkschristliche Partei ging in Groen Links auf.

## Geschichte
Von der programmatischen Ausrichtung her war die EVP eine fortschrittliche christliche Partei, die 1981 gegründet wurde, als sich die Evangelische Progressieve Volkspartij mit einem Teil der Gruppierung Niet bij brood alleen ("Nicht vom Brot allein"), die sich aus dem CDA gelöst hatte, zusammenschloss.
Zu den wichtigsten Zielen der Partei, die sich dabei oft auf die Bergpredigt berief, gehörten Frieden, Gerechtigkeit und Solidarität. Die Partei wollte sich nicht auf das christliche Umfeld beschränken und suchte zunehmend die Zusammenarbeit mit anderen progressiven Kleinparteien. Angesichts der eigenen Erfolglosigkeit – sie war nur von 1982 bis 1985 mit Cathy Ubels-Veen als einziger Abgeordnete im Parlament vertreten – schloss sie sich 1989 mit der PPR, der PSP und der CPN zum Wahlbündnis Groen Links zusammen. Als dieses Bündnis 1990 in eine Partei umgewandelt wurde, löste sich die EVP wenig später auf.

## Organisation
1983 hatte die Partei mit 2.820 Mitgliedern ihren organisatorischen Höchststand erreicht. Sie gab seit 1981 das Parteiblatt EVP-info heraus. Mit der Stichting Vorming en Scholing (Bildungs- und Schulungsstiftung) verfügte die EVP über eine parteiinterne Fortbildungseinrichtung, die seit 1988 mit Schering en inslag eine eigene Zeitschrift veröffentlichte.

## Wahlergebnisse
Die EVP bei den Wahlen zur Zweiten Kammer:
| Jahr | Stimmen | Prozent | Sitze |
| ---- | ------- | ------- | ----- |
| 1981 | 45.189  | 0,52 %  | 0     |
| 1982 | 56.466  | 0,69 %  | 1     |
| 1986 | 21.998  | 0,24 %  | 0     |